# Rashod Bateman
Rashod Bateman (geboren am 29. November 1999 in Tifton, Georgia) ist ein US-amerikanischer American-Football-Spieler auf der Position des Wide Receivers. Er spielte College Football für die Minnesota Golden Gophers. Im NFL Draft 2021 wurde Bateman in der ersten Runde von den Baltimore Ravens ausgewählt.

## Highschool und College
Bateman besuchte die Tift County High School in seiner Heimatstadt Tifton, Georgia. Dort spielte er Football und Basketball. Er erhielt mehrere Stipendienangebote von College-Basketball-Programmen aus der NCAA Division I, während er als Footballspieler eher unauffällig blieb. Vor seinem letzten Jahr an der Highschool erhielt Bateman dann auch ein Angebot vom Footballprogramm der University of Minnesota. Nachdem er als Senior an der Highschool mit 83 gefangenen Pässen für 1539 Yards Raumgewinn und 21 Touchdowns auf sich aufmerksam gemacht hatte, zeigten auch mehrere andere Colleges Interesse an Bateman als Footballspieler, unter anderem die University of Georgia. Dennoch entschied er sich letztlich für Minnesota.
Bei den Minnesota Golden Gophers spielte Bateman bereits als Freshman eine wichtige Rolle und kam in allen 13 Spielen von Beginn an zum Einsatz. Mit 51 Catches und 704 Yards stellte er jeweils Rekorde für Freshman-Receiver in Minnesota auf, er fing dabei sechs Touchdownpässe. Als Sophomore fing Bateman 60 Pässe für 1219 Yards und elf Touchdowns. Mit 1219 Receiving-Yards erzielte Bateman den zweitbesten Wert in der Geschichte der Golden Gophers, nur sein Teamkollege Tyler Johnson, der in derselben Saison 1318 Yards Raumgewinn verbuchen konnte, war dabei besser als Bateman. Bateman wurde in das All-Star-Team der Big Ten Conference 2019 gewählt und als Receiver of The Year in der Big Ten ausgezeichnet.
Bateman entschied sich im August 2020 dazu, die von der Big Ten wegen der COVID-19-Pandemie in den Vereinigten Staaten ursprünglich auf den Frühling verlegte College-Football-Saison auszulassen, da er im Sommer an COVID-19 erkrankt gewesen war und an Asthma leidet. Nachdem die Big Ten Conference sich dazu entschlossen hatte, doch im Herbst 2020 zu spielen, änderte Bateman seine Entscheidung. Er kam 2020 in fünf Spielen für die Golden Gophers zum Einsatz und fing 36 Pässe für 472 Yards und zwei Touchdowns. Nachdem sich vor dem Spiel gegen die University of Wisconsin ein COVID-Ausbruch bei Minnesota ereignet hatte, beendete Bateman die Saison vorzeitig.

## NFL
Bateman wurde im NFL Draft 2021 in der ersten Runde mit dem 27. Pick von den Baltimore Ravens ausgewählt. In der Saisonvorbereitung zog er sich am 11. August eine Leistenverletzung zu und wurde daher zu Beginn der Regular Season zunächst auf die Injured Reserve List gesetzt. Sein NFL-Debüt gab Bateman am sechsten Spieltag gegen die Los Angeles Chargers. Dabei fing er vier Pässe für 29 Yards. Sein erster Touchdown gelang ihm am 16. Spieltag gegen die Cincinnati Bengals. Insgesamt fing Bateman als Rookie in zwölf Spielen 46 Pässe für 515 Yards und einen Touchdown. Infolge des Trades von Marquise Brown zu den Arizona Cardinals ging Bateman als Nummer-eins-Receiver der Ravens in seine zweite NFL-Saison. Aufgrund einer Verletzung am linken Fuß kam Bateman jedoch nur in sechs Spielen zum Einsatz, in denen er 15 Pässe für 285 Yards und zwei Touchdowns fing. Nachdem er bereits zuvor zwei Spiele wegen einer Verletzung verpasst hatte, verschlimmerte sich diese Verletzung bei der Partie gegen die Tampa Bay Buccaneers am achten Spieltag, woraufhin eine Operation nötig wurde und Bateman daher für den Rest der Saison ausfiel.

### NFL-Statistiken
| 2021                               | Baltimore Ravens | 12 | 4  | 46  | 515  | 11,2 | 36 | 1  | 0 | 0 |
| 2022                               | Baltimore Ravens | 6  | 5  | 15  | 285  | 19,0 | 75 | 2  | 1 | 1 |
| 2023                               | Baltimore Ravens | 16 | 12 | 32  | 367  | 11,5 | 29 | 1  | 0 | 0 |
| 2024                               | Baltimore Ravens | 17 | 14 | 45  | 756  | 16,8 | 59 | 9  | 0 | 0 |
| Total                              | Total            | 51 | 35 | 138 | 1923 | 13,9 | 75 | 13 | 1 | 1 |
| Quelle: pro-football-reference.com |                  |    |    |     |      |      |    |    |   |   |

## Persönliches
Batemans Cousin Shayon Green spielte College Football für die University of Miami und war in der Canadian Football League (CFL) für die Winnipeg Blue Bombers aktiv.